# Kanchipuram (district)
Kanchipuram is een district van de Indiase staat Tamil Nadu. In 2001 telde het district 2.869.920 inwoners op een oppervlakte van 4433 km². Sindsdien heeft het door herindelingen echter veel grondgebied verloren.
Het district Kanchipuram ontstond in 1997. Voordien maakte het (samen met Tiruvallur) deel uit van het toenmalige district Chingleput. In 2018 werden delen van Kanchipuram geannexeerd door het aangrenzende stadsdistrict Chennai. Het gehele zuiden en oosten van Kanchipuram splitste zich in 2019 af en vormt sindsdien het district Chengalpattu.
Hoofdstad: Chennai
Districten: Ariyalur · Chengalpattu · Chennai · Coimbatore · Cuddalore · Dharmapuri · Dindigul · Erode · Kallakurichi · Kanchipuram · Kanyakumari · Karur · Krishnagiri · Madurai · Mayiladuthurai · Nagapattinam · Namakkal · Nilgiris · Perambalur · Pudukkottai · Ramanathapuram · Ranipet · Salem · Sivaganga · Tenkasi · Thanjavur · Theni · Thoothukudi · Tiruchirappalli · Tirunelveli · Tirupattur · Tirupur · Tiruvallur · Tiruvannamalai · Tiruvarur · Vellore · Viluppuram · Virudhunagar